# Station Glasgow Central
Station Glasgow Central (Engels: Glasgow Central (railway) station; Schots-Gaelisch: Stèisean Meadhan Ghlaschu) is het grootste van de twee centrale treinstations van de Schotse stad Glasgow (het andere is station Glasgow Queen Street). Het station is in beheer bij Network Rail en is het noordelijke eindpunt van de West Coast Main Line. Glasgow Central werd op 31 juli 1879 in gebruik genomen door de Caledonian Railway.
Glasgow Central is het drukste station van het Verenigd Koninkrijk buiten Londen. Volgens Network Rail maken jaarlijks ruim 34 miljoen mensen gebruik van Glasgow Central, waarvan 21,5 miljoen passagiers die per spoor reizen. Vanaf Glasgow Central vertrekken treinen naar Engeland, zuidelijk Schotland en de Schotse westkust. Ook lokale treinen naar allerlei bestemmingen in het zuiden van Greater Glasgow vertrekken vanaf Glasgow Central.

## Afbeeldingen

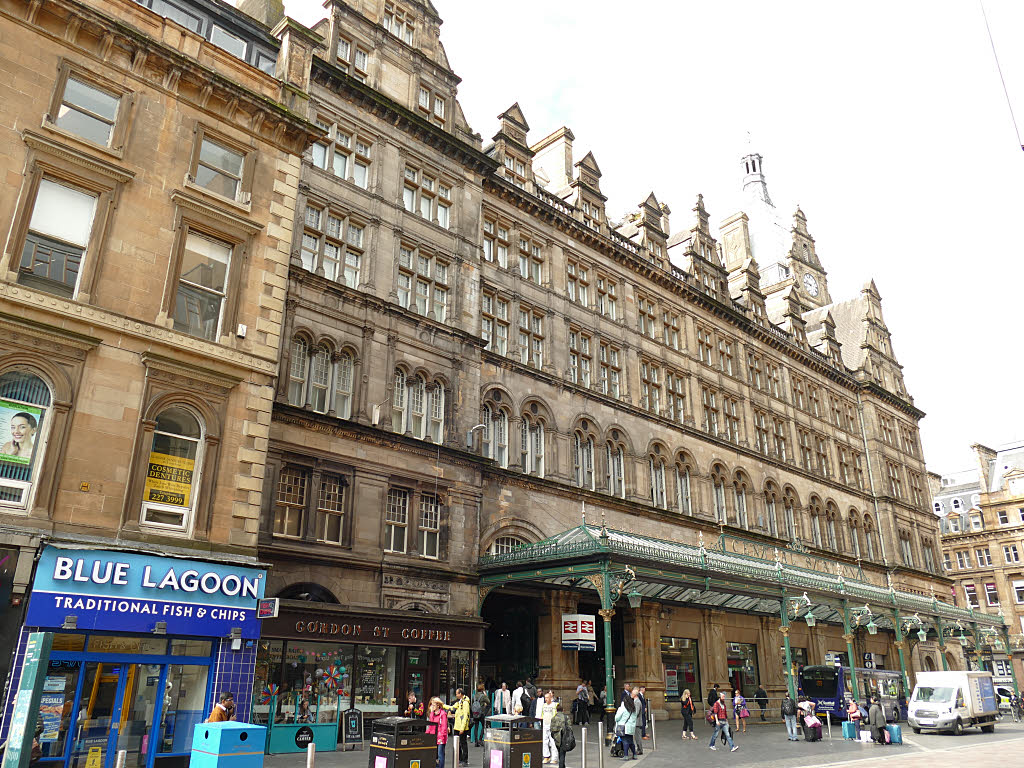
Exterieur, Gordon Street
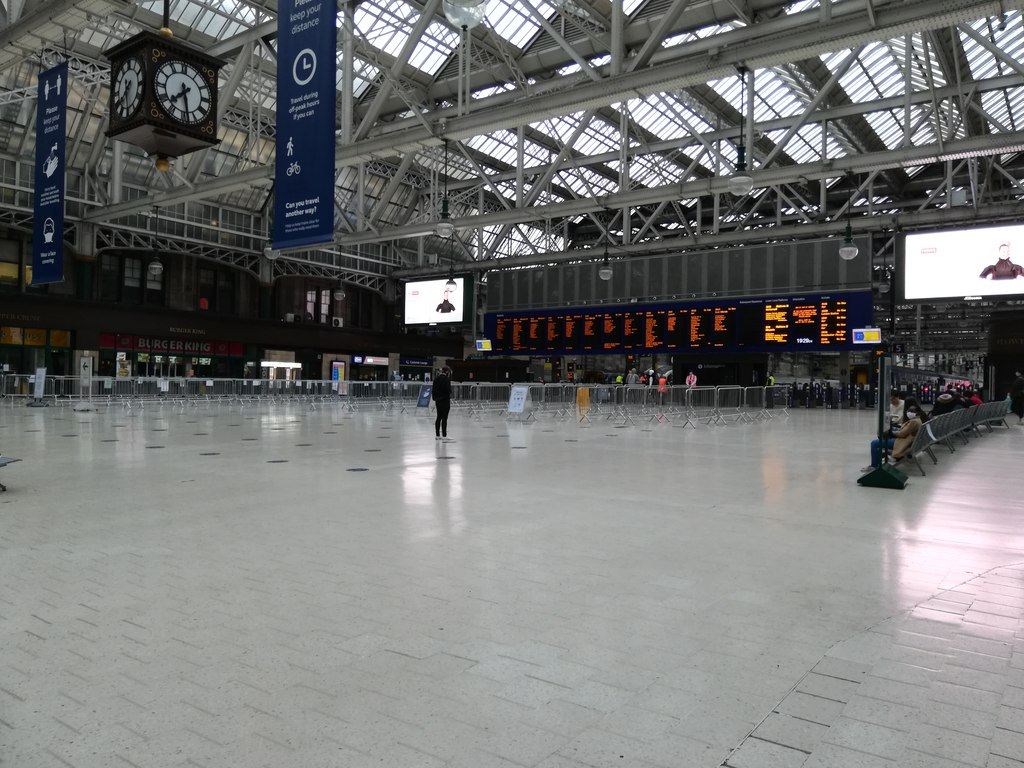
Stationshal, juli 2020
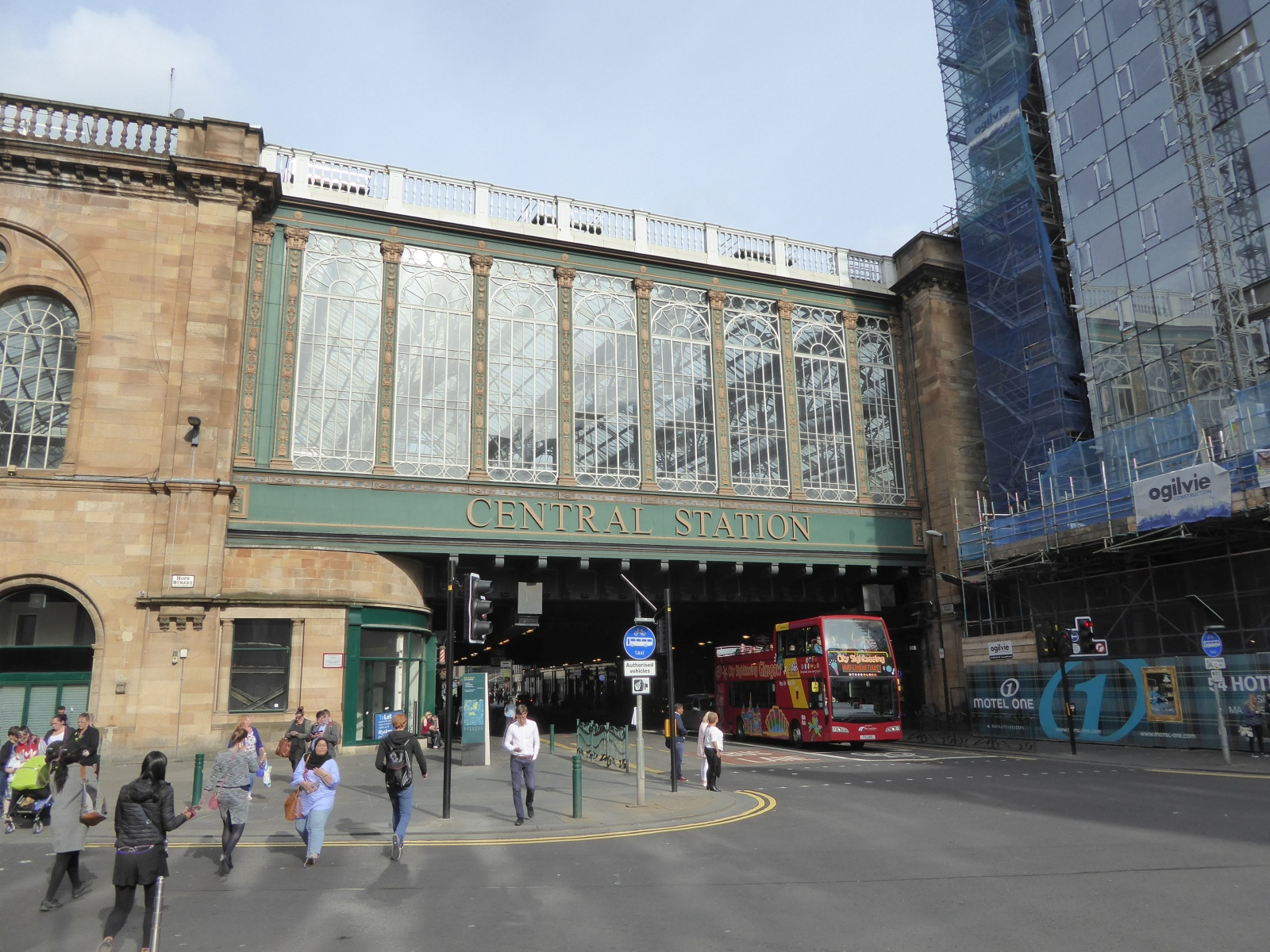
Hielanman's Umbrella